# Capitophorus cirsiiphagus
Capitophorus cirsiiphagus är en insektsart. Capitophorus cirsiiphagus ingår i släktet Capitophorus och familjen långrörsbladlöss. Inga underarter finns listade i Catalogue of Life.